# Еленчова скоклива мишка
Еленчовите скокливи мишки (Notomys cervinus) са вид дребни бозайници от семейство Мишкови (Muridae).

## Разпространение
Разпространени са в пустините на централна Австралия, като са активни през нощта и прекарват дена в изкопани в земята дупки.

## Описание
Достигат дължина без опашката 95 – 120 милиметра и маса 30 до 50 грама.

## Хранене
Хранят се главно със семена.